# Playa de Vargas
Die Playa de Vargas ist ein Strand auf der Kanareninsel Gran Canaria. Der Strand liegt an einer etwa 4 km langen Bucht an der Ostküste zwischen Arinaga im Süden und Carrizal im Norden. Politisch gehört die Playa de Vargas zu der in den Bergen gelegenen Gemeinde Agüimes. 

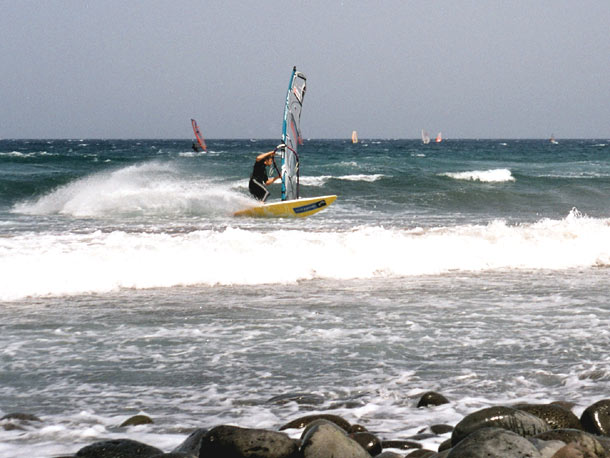
Windsurfer in den Wellen vor dem Playa de Vargas.

Der Strand zählt in den Sommermonaten zu den windsichersten Surfspots der Welt und stellt diesbezüglich sogar den bekannteren, weiter südlich gelegenen PWA World Cup Spot Pozo Izquierdo in den Schatten. 
Bis 2004 gastierte hier zu Ostern auch der PWA World Cup. Der Strand besteht aus großen, schwarzen, runden Steinen, wird jedoch schnell sandig, so dass bei Ebbe sogar ein Einstieg über Sand möglich ist.
Aufgrund des außergewöhnlich starken Windes und der an starken Tagen recht hohen Brandung ist die Playa de Vargas nur für geübte Windsurfer zu empfehlen.   
In Strandnähe kommt der Nordost-Passat durch den in Luv gelegenen Berg oft böig. Der mehrfache PWA-Windsurfweltmeister Philip Köster wohnt hier seit seiner Kindheit und hat hier seinen Sport erlernt.